# Xavier Guitart i Domènech
Xavier Guitart i Domènech (Lloret de Mar, 3 de juny de 1948) és un advocat, gestor públic i polític català.

## Trajectòria durant el franquisme
Es llicencià en Dret. Inicialment fou militant de l'ORT del 1970 al 1972, després amb Juan Alamillo Cuesta, Eduard Martín Toval, Núria Pellejero i altres, crearan una organització sociopolítica al voltant de la revista El Topo Obrero, posteriorment un sector majoritari el "Moviment per l'Autogestió i el Socialisme" MAS amb el qual el 1974 s'incorporà al procés d'unificació socialista a través de Convergència Socialista de Catalunya, des de la qual participà en la creació del PSC-Congrés i que culminà amb la creació del Partit dels Socialistes de Catalunya l'any 1978.

## L'etapa democràtica
Milita en el Partit dels Socialistes de Catalunya, amb el qual ha estat diputat per la circumscripció de Girona a les eleccions al Parlament de Catalunya de 1980 i per la de Barcelona a les de 1984, 1988, 1992 i 1995. Ha estat president de la Comissió Parlamentària de Control de la Corporació Catalana de Ràdio i Televisió (1995-1999)
Entre altres càrrecs, ha estat gerent de l'Institut Metropolità del Taxi de Barcelona, membre del Consell Assessor de RTVE a Catalunya i vicepresident del Consell de l'Audiovisual de Catalunya de 2000 a 2004. També ha estat membre de la Comissió de Seguiment del Procés d'Integració de Catalunya a la Unió Europea. Del 2004 al 2006 fou director general de Joc i Espectacles i director de l'Entitat Autònoma de Jocs i Apostes de la Generalitat de Catalunya. El desembre de 2006 fou nomenat Director General del Diari Oficial de la Generalitat. El gener de 2008 deixà el càrrec quan fou nomenat membre del Consell de Govern de la Corporació Catalana de Mitjans Audiovisuals. El setembre de 2013 va ser nomenat president del Clúster Audiovisual de Catalunya.